# Juego de mentiras
Juego de mentiras  (lit. Jogo de mentiras)  é uma novela dramática americana de suspense produzida pela Telemundo Global Studios para a Telemundo em 2023, substituindo a Pasión de gavilanes 2 sendo substituído por El Señor de los Cielos 9. É uma história original criada por Sebastián Arrau.
Protagonizada por Arap Bethke, Altair Jarabo, María Elisa Camargo e Rodrigo Guirao e antagonizada por Cynthia Klitbo, Eduardo Yáñez, Pepe Gámez, Alberto Casanova, Alicia Machado,  Gabriela Vergara e Aylín Mujica e atuaçãoes estelares de Patricio Gallardo, Bárbara Garofalo e María Laura Quintero e a primeira atriz Beatriz Valdés.

## Sinopse
Quando Adriana Molina (María Elisa Camargo) desaparece, todas as evidências apontam para seu marido César Ferrer (Arap Bethke) como o principal suspeito de seu possível assassinato.6 Determinados a não permitir que sua filha Noelia (Camila Núñez) seja tirada de seus oito anos de idade, César toma a investigação em suas próprias mãos.6 Ao tentar descobrir as razões de seu desaparecimento, César descobre a vida dupla que levava e da qual desconhecia, incluindo uma amante, correspondente a uma família rica e poderosa.6 Um momento chave que mudará o rumo da história será a descoberta de que Adriana tem uma irmã que não via desde criança em um orfanato.César entra em uma era de uma carreira dolorosa, onde sua vida está em jogo. , seu futuro e seu amor.6 À medida que a história avança, descobrimos que Adriana Molina não é a pessoa em quem todos acreditavam, para o bem ou para o mal.

## Elenco
- Arap Bethke - César Ferrer Gómez
- Altair Jarabo - Camila del Río
- María Elisa Camargo - Adriana Molina de Ferrer / Mariana del Morillo
- Rodrigo Guirao - Francisco Javier del Río
- Cynthia Klitbo - Renata del Río
- Eduardo Yáñez - Pascual del Río
- Pepe Gámez - Jesús "Chuy" Marín
- Alberto Casanova - el Teniente Elvis Barros
- Alicia Machado - Alejandra Edwards
- Beatriz Valdés - Elvira Gómez de Ferrer
- Gabriela Vergara - Eva Rojas
- Patricio Gallardo - Tomás del Río
- Bárbara Garofalo - Inés Urrutia
- María Laura Quintero - Agente Linda Márquez
- Aylín Mujica - Rocío Jiménez
- Camila Núñez - Noelia Ferrer Molina
- Eneida Mascetti - Doña Gracia
- Manuela Corzo - Estela Montoya
- Jesús Nasser - Manuel "El Mono"
- Angelo Jamaica - Moisés Alto
- Chela Arias - Olga Marín
- Francisco Porras - Ignacio Cárdenas "Pluto"
- Karla Peniche - Yvonne González
- Denisse Novoa - Jacinta Zamora
- José Mizrahi - Escobar
- José Alberto Torres - Federico
- Ezequiel Montalt - Raymundo Edwards
- Camila Arteche - Verónica Baeza
- Argelia García - Luisa Ullola
- Vanessa Lyon - Paola
- Carolina Perpetuo - Nicole
- Neher Jacqueline Briceño - Monja
- Athina Klioumi - la Fiscal Sharon
- Ramiro Fumazoni - William Stanford
- Claudia Coría - Sandra
- Emma Mizrahi - la hermana de Susana
- Sandra Destenave - Valeria Guerra
- Neher Jacqueline Briceño - la mamá de Beatriz
- Emma Sofia Henriquez - Adriana Molina (niña)

## Produção

### Desenvolvimento
Em 15 de fevereiro de 2022, a série foi anunciada no evento de exibição virtual da Telemundo com o título provisório Culpado ou inocente. Em maio de 2022, a série foi apresentada durante a apresentação inicial da Telemundo para a temporada de televisão de 2022–2023. Em 13 de agosto de 2022, foi anunciado que o título oficial da série seria Game of Lies. As filmagens da série começaram em 15 de agosto de 2022 em Miami, Estados Unidos, e terminaram em 3 de dezembro de 2022. Em 26 de janeiro de 2023, a Telemundo lançou o primeiro trailer oficial da série.

### Fundição
Em 28 de julho de 2022, Alicia Machado anunciou que faria parte do elenco principal. Em 13 de agosto de 2022, Arap Bethke, Altair Jarabo e María Elisa Camargo foram anunciados nos papéis principais, e uma extensa lista de elenco foi publicada em comunicado à imprensa.